# Гельмут Оберлендер
Гельмут Оберлендер (15 лютого 1924 — 20 вересня 2021) — натуралізований громадянин Канади, який був членом айнзатцгруп смерті нацистської Німеччини в окупованому Радянському Союзі під час Другої світової війни. Оберлендер був у списку найбільш розшукуваних нацистських воєнних злочинців Центру Симона Візенталя. Починаючи з 1994 року, уряд Канади робив кілька спроб позбавити Оберлендера громадянства на підставі звинувачень у причетності до нацистських воєнних злочинів.
У 2017 році, після четвертої спроби уряду позбавити його громадянства, він програв апеляцію, оскільки Федеральний суд визнав це позбавлення «обґрунтованим», а у 2019 році Федеральний апеляційний суд одноголосно відхилив його заяву про повторний розгляд справи. 5 грудня 2019 року Верховний суд Канади відмовився розглядати апеляцію Оберлендера, відкривши шлях до його депортації. Однак на початку 2020 року Оберлендер все ще перебував у Канаді та подав нову апеляцію проти запланованої депортації. Пізніше він програв свою апеляцію, що призвело до слухання справи про депортацію. Приблизно 19 березня 2021 року адвокат, який представляв Оберлендера, подав клопотання про постійне зупинення провадження проти свого клієнта. Клопотання було відхилено суддею Денісом Гасконом, який постановив, що постійне зупинення імміграційного провадження було б «передчасним», і закликав до адміністративного перегляду Департаментом імміграції Ради у справах імміграції та біженців Канади.

## Раннє життя
Оберлендер народився 15 лютого 1924 року в Гальбштадті, або Молочанській колонії, російському менонітському поселенні на території сучасної Запорізької області в Україні, в 1924 році.

## Воєнні часи
Як етнічний німець, який народився і жив в Україні (на той час у складі Радянського Союзу) під час Другої світової війни, він був мобілізований у віці 17 років і служив перекладачем у зондеркоманді 10а (Sk 10a), яка була частиною айнзатцгрупи D, коли вона увійшла в Радянську Україну в 1941 році. Він також був членом Sicherheitsdienst і Sicherheitspolizei — контррозвідки і поліції безпеки СС. За його словами, його обов'язки обмежувалися прослуховуванням і перекладом російських радіопередач, виконанням функцій перекладача під час спілкування між військовими та місцевим населенням та охороною військових вантажів, хоча свідчення інших членів Sk 10a суперечать цьому.
Федеральний суд Канади у справі «Оберлендер проти Канади» Генеральний прокурор постановив, що Оберлендер був членом Sk 10a (яка входила до складу айнзацгрупи D) під час Другої світової війни. Федеральний суд Канади охарактеризував цю групу (Айнзацгрупу D) як одну з кількох ескадронів смерті, відповідальних за вбивство понад двох мільйонів людей, більшість з яких були цивільними особами та в основному євреями. Згідно з рішенням суду, з 1941 по 1943 рік Оберлендер служив у Sk 10a як перекладач і допоміжний працівник. Окрім перекладу, він мав завдання знаходити та охороняти їжу та чистити чоботи. Він жив, їв, подорожував і працював повний робочий день разом зі Sk 10a. З 1943 по 1944 рік він служив піхотинцем у німецькій армії.

## Життя в Канаді
Оберлендер іммігрував до Канади разом з дружиною Маргарет у 1954 році, де керував успішним будівельним бізнесом і жив у місті Кітченер-Ватерлоо, провінція Онтаріо. Він став громадянином Канади в 1960 році.

### Розслідування
Служба безпеки КККП (Канадська королівська  кінна Поліція) відкрила справу на Оберлендера у 1963 році. У 1970 році він збрехав західнонімецьким слідчим у справі воєнних злочинів, стверджуючи, що не чув про айнзацкоманду 10а і що йому нічого не відомо про страти євреїв у його підрозділі. Його справа була серед 29 справ, відібраних для «особливої уваги» Комісією з розслідування воєнних злочинців через «серйозність звинувачень і наявність доказів». У своєму заключному звіті 1986 року Комісія рекомендувала притягнути нацистських воєнних злочинців до кримінальної відповідальності в канадських судах. Якщо це не вдасться, вона рекомендувала позбавити громадянства і депортувати тих, хто приховував свою діяльність у воєнний час, подаючи заяву на імміграцію до Канади. Щодо Оберлендера, зокрема, Комісія дійшла висновку, що він ніколи не мав права в'їжджати до Канади, а тому його громадянство має бути позбавлене.

### Позбавлення громадянства
28 квітня 1995 року уряд Канади ініціював процес денатуралізації та депортації Оберлендера. Оберлендер втік до Флориди, де у нього був власний будинок. Однак менш ніж через два тижні до нього звернулися співробітники «Управління спеціальних розслідувань» і пригрозили депортацією, якщо він залишиться в Сполучених Штатах. 8 травня 1995 року Оберлендер погодився повернутися до Канади, щоб уникнути судового переслідування в США. 28 лютого 2000 року суддя Ендрю Маккей повідомив про свої висновки: він дійшов висновку, що немає жодних доказів того, що Оберлендер був причетний, прямо чи опосередковано, до скоєння будь-яких воєнних злочинів або злочинів проти людяності. Однак він міг не розголошувати свою військову кар'єру під час імміграційної співбесіди в 1953 році в Карлсруе, Німеччина. Уряд Канади вирішив, що приховування цієї інформації є достатньою підставою для позбавлення Оберлендера канадського громадянства. «Німецько-канадський конгрес» та «Українсько-канадська асоціація громадянських свобод» лобіювали це рішення, стверджуючи, що «немає переконливих доказів того, що такі люди переховуються в Канаді», а Ендрю Телеґді, який був членом парламенту Оберлендера і на той час парламентським секретарем міністра громадянства та імміграції, подав у відставку з цієї посади на знак протесту проти цього рішення.
У жовтні 2008 року уряд позбавив Оберлендера громадянства. У листопаді 2009 року Федеральний апеляційний суд скасував це рішення, відновивши його громадянство.
У 2012 році Оберлендер був знову позбавлений громадянства за рішенням Ради Уряду Канади. Оберлендер подав апеляцію на рішення 2012 року до Федерального суду Канади, яку суд відхилив у 2015 році. Потім Оберлендер подав апеляцію на рішення 2015 року до Федерального апеляційного суду Канади. У 2016 році суд задовольнив його апеляцію, скасувавши урядовий наказ 2012 року. У липні 2016 року Верховний суд Канади відхилив прохання уряду про дозвіл на оскарження цього рішення. Таким чином, для того, щоб депортувати Оберлендера до суду, уряд повинен спочатку довести, що він був свідомим учасником діяльності ескадронів смерті, оскільки Верховний суд у 2013 році постановив, що провина за асоціацією не є достатньою підставою для того, щоб вважатися воєнним злочинцем.
У липні 2017 року уряд Канади вчетверте позбавив Оберлендера канадського громадянства, скориставшись розпорядженням Ради міністрів. У вересні 2018 року суддя Федерального суду Майкл Фелан постановив, що це четверте позбавлення було законним. Апеляцію на рішення Фелана може розглядати лише Федеральний апеляційний суд, і Оберлендер не мав автоматичного права оскаржити останнє рішення суду, а повинен був звернутися за дозволом на апеляцію. В одному з новинних повідомлень йшлося про те, що він «зіткнеться з підвищеним ризиком судового переслідування, якщо його коли-небудь депортують до Німеччини, де він колись був громадянином. Змінивши політику, Німеччина тепер судить колишніх пособників у віці 90 років за співучасть у нацистських військових злочинах». 25 квітня 2019 року Федеральний апеляційний суд відхилив клопотання Оберлендера про повторний розгляд його справи через ймовірну упередженість судді Майкла Фелана у 2008 році. Рішення Апеляційного суду було одноголосним. 5 грудня 2019 року Верховний суд Канади відмовився надати Оберлендеру дозвіл на апеляцію на рішення Федерального суду, що відкрило шлях до його депортації.
Однак у лютому 2020 року Оберлендер все ще перебував у Канаді та подав нову апеляцію проти запланованої депортації. У жовтні 2020 року він програв апеляцію до Ради у справах імміграції та біженців і перейшов до слухання справи про депортацію. У квітні 2021 року Федеральний суд Канади відхилив спробу адвокатів Оберлендера зупинити процедуру депортації.

## Смерть
Оберлендер помер у своєму будинку в Ватерлоо, Онтаріо, 20 вересня 2021 року у віці 97 років.